# Antigone Costanda
Antigone Costanda é uma modelo egípicia que venceu o concurso de Miss Mundo 1954.
Ela foi corada em Londres, aos 19 anos de idade.

## Biografia
Nascida em Alexandria, Antigone Constanda falava árabe, grego, italiano, inglês e francês.
Sua vitória no Miss Mundo aconteceu durante o auge do governo do Presidente Nasser no Egito e no meio da crise entre o Egito e o Reino Unido pelo controle do Canal de Suez.

## Participação no Miss Mundo
Antigone foi coroada a quarta Miss Mundo em 18 de outubro de 1954, aos 19 anos de idade, tendo vencido outras 15 concorrentes. Sua vice foi a Miss USA e em 3.º lugar ficou a Miss Grécia.
Ela não coroou sua sucessora, assim como não houve uma Miss Egito em 1955, devido ao conflito entre seu país e o Reino Unido pelo controle do Canal de Suez.
No Miss World, Antigone causou furor no Lyceum Theater, sede do evento em Londres, ao desfilar num maio dourado cujo tecido era extremamente fino.

## Vida pós-concursos
Ela teve relativo sucesso como modelo em Paris e no Oriente Médio e depois se dedicou a decoração de interiores.